# Francesco Totti
Francesco Totti, Ufficiale OMRI (kiejtése: [franˈtʃesko ˈtɔtti]; Róma, 1976. szeptember 27. –) világbajnok olasz válogatott labdarúgó, aki kizárólag az AS Roma klubjában játszott, elsősorban támadó középpályásként vagy hátravont ékként, valamint olykor klasszikus csatárként és szélsőként is. Az olasz sportmédia a következő becenevekkel illette: Er Bimbo de Oro (Aranyfiú), L’Ottavo Re di Roma (Róma nyolcadik királya), Er Purpone (A nagy baba), Il Capitano (A kapitány) és Il Gladiatore (A gladiátor). Totti a pályán való látásmódjáról, technikájáról és góltermékenységéről ismert kreatív támadójátékos, minden idők egyik legnagyobb olasz játékosának és a Roma valaha volt legnagyobb labdarúgójának tartják.
Teljes pályafutását az AS Roma klubjában töltötte, ahol egy bajnoki címet, két kupát és két szuperkupát nyert. Az olasz bajnokság második legeredményesebb góllövője 250 találatával, és a hatodik legeredményesebb olasz játékos minden sorozatot figyelembe véve 316 góllal. A Roma csapatában a legtöbb gólt szerző labdarúgó és a legtöbbször pályára lépő játékos, egy klubot tekintve a Serie A-ban a legtöbb találat az ő nevéhez fűződik, valamint a legfiatalabb csapatkapitány a bajnokságban. 2014 novemberében az UEFA-bajnokok ligájában a legidősebb gólszerző lett 38 évesen és 59 naposan.
A válogatottal 2006-ban világbajnoki címet nyert, míg a 2000-es Európa bajnokságon döntőt játszott. Mindkét torna álomcsapatába bekerült, továbbá a 2002-es világbajnokságon és a 2004-es Európa-bajnokságon is képviselte hazáját. 2007-ben bejelentette visszavonulását kiújuló fizikai problémái miatt, hogy teljesen a klubjára tudjon koncentrálni.
Rekordmennyiségű, tizenegy díjat kapott az Olasz labdarúgó-szövetségtől: ötször volt Az év olasz labdarúgója, kétszer Az év játékosa a Serie A-ban, kétszer kapta meg Az év Serie A-gólja címet, egyszer Az év Serie A góllövője-, és szintén egyszer Az év fiatal játékosa-díjat. 2007-ben elnyerte az európai aranycipőt, 2010-ben pedig a Golden Foot-díjat. Háromszor választották be A szezon Európai Sportmédia csapatába. 2004-ben bekerült a FIFA 100-ba, melyet Pelé állított össze a FIFA centenáriumi ünnepségének részeként. 2011-ben a Nemzetközi Labdarúgás-történeti és -statisztikai Szövetség (IFFHS) Európa legnépszerűbb labdarúgójának titulálta. 2015-ben a France Football a világ legjobb tíz 36 éven felüli játékosai közé sorolta. 2017-ben visszavonulását követően elnyerte a Játékoskarrier-, és Az UEFA elnökének díját is.

## Gyerekkora
Rómában született Lorenzo és Fiorella Totti gyermekeként. Porta Metronia környékén nőtt fel. Fiatalon példaképe az AS Roma csapatkapitánya, Giuseppe Giannini volt és legtöbbször idősebb fiúkkal focizott. Ifjúsági karrierje 8 éves korában kezdődött, mely során a Fortitudo, a SMIT Trastevere és a Lodigiani csapataiban fordult meg. Híre a játékosmegfigyelőkhöz is eljutott, édesanyja elutasította az AC Milan jövedelmező ajánlatát, hogy a szülővárosában tartsa. Bár ifjúsági csapata megállapodott, hogy eladja őt a Laziónak, a Roma utánpótlásedzője, Gildo Giannini meggyőzte szüleit, hogy 1989-ben a Roma utánpótláskeretének tagjává váljon.

## Pályafutása

### AS Roma

#### Kezdeti évei (1992–1997)
Az ifjúsági gárdában eltöltött három év után a profik között a Serie A-ban 16 évesen, a Brescia elleni 2–0-ás győzelemmel véget érő bajnokin mutatkozott be, az 1992–1993-as szezonban 1993. március 28-án, miután a mérkőzés folyamán bizalmat szavazott számára a vezetőedző, Vujadin Boškov. A következő idényben Carlo Mazzone menedzselése alatt rendszeresen játszott hátravont ékként, 1994. szeptember 4-én pedig megszerezte első gólját, a Foggia elleni 1–1-es döntetlen során. 1995-re a csapat rendszeres tagjává vált, és a következő három szezonban 16 gólt jegyzett, miközben gólpasszok is fűződtek a nevéhez. Teljesítményét trénere, Mazzone is méltatta.
Mazzone 1996-os nyári, illetve Giannini távozását követően több ígéretes idény után kiemelkedőbb teljesítményt vártak tőle; a csapat azonban rossz teljesítményt nyújtott az 1996–1997-es évadban, Totti a kezdőcsapatba kerülésért küzdött az új edző, Carlos Bianchi irányítása alatt. 1997 januárjában kölcsön akarták adni Sampdoriának. A Roma akkori elnöke, Franco Sensi próbálta megakadályozni az átigazolást, mely feszültséghez vezetett a menedzserrel, aki így végleg távozott a klubtól. Amikor 1997-ben megkapta a kapitányi karszalagot, már klubszimbólumként néztek fel rá. A menedzser, Zdeněk Zeman egy támadó 4-3-3-as formációt alkalmazott, ahol Francesco balszélsőként szerepelt. Totti 30 gólt lőtt Zeman kétéves munkaideje alatt.

#### A Roma 10-es számú csapatkapitányaként a bal szélen (1997–1999)
Noha nem hívták meg az 1998-as labdarúgó-világbajnokságra, az 1998–1999-es idényben megválasztották a Serie A év fiatal játékosának.

#### A bajnoki cím (Scudetto) klasszikus irányítóként (1999–2004)
A 2000–2001-es szezonban bajnoki címet, azaz Scudettót nyert a AS Roma csapatkapitányaként, immár Fabio Capello irányításával.

#### Egyedüli csatárként (2013–2015)
Ő lett az AS Roma történetének legeredményesebb góllövője, és a pályára lépési rekordere is, 2014. október 25-én a CSZKA Moszkvának lőtt góljával pedig a UEFA-bajnokok ligája történetének legidősebb góllövője lett.

#### Az utolsó évek csereként (2015–2017)
2016 május 8-án a Chievo Verona elleni 3-0-ára megnyert mérkőzésen csereként állt be. Ez volt pályafutásának 600. bajnoki találkozója, a liga történetében harmadikként érve el ezzel ezt a mérföldkövet Paolo Maldini (647), és Javier Zanetti (615) után. A 2015-16-os idény után egy évvel meghosszabbította a szerződését. 2016. szeptember 25-én a Torino FC ellen megszerezte 250. Seria A-gólját.
2017 májusában bejelentette, hogy visszavonul.

## Pályafutása statisztikái

### Klub
| Klub             | Szezon           | Liga             | Liga            | Liga  | Nemzeti Kupa    | Nemzeti Kupa | Nemzetközi      | Nemzetközi | Egyéb           | Egyéb | Összesen        | Összesen |
| Klub             | Szezon           | Bajnokság        | Pályára lépések | Gólok | Pályára lépések | Gólok        | Pályára lépések | Gólok      | Pályára lépések | Gólok | Pályára lépések | Gólok    |
| ---------------- | ---------------- | ---------------- | --------------- | ----- | --------------- | ------------ | --------------- | ---------- | --------------- | ----- | --------------- | -------- |
| Roma             | 1992–1993        | Serie A          | 2               | 0     | 0               | 0            | —               | —          | —               | —     | 2               | 0        |
| Roma             | 1993–1994        | Serie A          | 8               | 0     | 2               | 0            | —               | —          | —               | —     | 10              | 0        |
| Roma             | 1994–1995        | Serie A          | 21              | 4     | 4               | 3            | —               | —          | —               | —     | 25              | 7        |
| Roma             | 1995–1996        | Serie A          | 28              | 2     | 1               | 0            | 7               | 2          | —               | —     | 36              | 4        |
| Roma             | 1996–1997        | Serie A          | 26              | 5     | 1               | 0            | 3               | 0          | —               | —     | 30              | 5        |
| Roma             | 1997–1998        | Serie A          | 30              | 13    | 6               | 1            | —               | —          | —               | —     | 36              | 14       |
| Roma             | 1998–1999        | Serie A          | 31              | 12    | 3               | 1            | 8               | 3          | —               | —     | 42              | 16       |
| Roma             | 1999–2000        | Serie A          | 27              | 7     | 2               | 0            | 5               | 1          | —               | —     | 34              | 8        |
| Roma             | 2000–2001        | Serie A          | 30              | 13    | 2               | 1            | 3               | 2          | —               | —     | 35              | 16       |
| Roma             | 2001–2002        | Serie A          | 24              | 8     | 0               | 0            | 11              | 3          | 1               | 1     | 36              | 12       |
| Roma             | 2002–2003        | Serie A          | 24              | 14    | 5               | 3            | 6               | 3          | —               | —     | 35              | 20       |
| Roma             | 2003–2004        | Serie A          | 31              | 20    | 0               | 0            | 1               | 0          | —               | —     | 32              | 20       |
| Roma             | 2004–2005        | Serie A          | 29              | 12    | 7               | 3            | 4               | 0          | —               | —     | 40              | 15       |
| Roma             | 2005–2006        | Serie A          | 24              | 15    | 2               | 0            | 3               | 2          | —               | —     | 29              | 17       |
| Roma             | 2006–2007        | Serie A          | 35              | 26    | 5               | 2            | 9               | 4          | 1               | 0     | 50              | 32       |
| Roma             | 2007–2008        | Serie A          | 25              | 14    | 3               | 3            | 6               | 1          | 1               | 0     | 35              | 18       |
| Roma             | 2008–2009        | Serie A          | 24              | 13    | 0               | 0            | 7               | 2          | 1               | 0     | 32              | 15       |
| Roma             | 2009–2010        | Serie A          | 23              | 14    | 2               | 0            | 6               | 11         | —               | —     | 31              | 25       |
| Roma             | 2010–2011        | Serie A          | 32              | 15    | 0               | 0            | 7               | 2          | 1               | 0     | 40              | 17       |
| Roma             | 2011–2012        | Serie A          | 27              | 8     | 2               | 0            | 2               | 0          | —               | —     | 31              | 8        |
| Roma             | 2012–2013        | Serie A          | 34              | 12    | 3               | 0            | —               | —          | —               | —     | 37              | 12       |
| Roma             | 2013–2014        | Serie A          | 26              | 8     | 3               | 0            | —               | —          | —               | —     | 29              | 8        |
| Roma             | 2014–2015        | Serie A          | 27              | 8     | 2               | 0            | 7               | 2          | —               | —     | 36              | 10       |
| Roma             | 2015–2016        | Serie A          | 13              | 5     | 0               | 0            | 2               | 0          | —               | —     | 15              | 5        |
| Roma             | 2016–2017        | Serie A          | 18              | 2     | 4               | 1            | 6               | 0          | —               | —     | 28              | 3        |
| Karrier összesen | Karrier összesen | Karrier összesen | 619             | 250   | 58              | 18           | 103             | 38         | 5               | 1     | 786             | 307      |

## Sikerei, díjai

### AS Roma
- Serie A
  - Bajnok: 2001
  - Ezüstérmes: 2002, 2004, 2006, 2007, 2008, 2010, 2014, 2015, 2017
- Coppa Italia
  - Győztes: 2007, 2008
  - Döntős: 2003, 2005, 2006, 2010, 2013
- Supercoppa Italiana
  - Győztes: 2001, 2007
  - Ezüstérmes: 2006, 2010

### Olasz válogatott
- Labdarúgó-világbajnokság
  - Győztes: 2006
- Európa-bajnokság
  - Döntős: 2000
- U21-es Európa-bajnokság
  - Győztes: 1996
- U18-as Európa-bajnokság
  - ezüstérem: 1995

### Egyéni díjak, rekordok
- A legidősebb gólszerző a Bajnokok Ligájában (38 év 59 nap)
- A legtöbb első osztályú gól ugyanabban a csapatban (250)
- A legtöbb duplázás a Serie A-ban (46)
- A legidősebb duplázó a Serie A-ban
- A legtöbb első osztályú szezon (25, Paolo Maldinival)
- A legtöbb értékesített tizenegyes az első osztályban (71)
- A legtöbb, egymás utáni szezonban szerzett gól (23 évad)
- A legtöbb tétmeccs a Roma színeiben (786)
- A legtöbbször szerepelt a Derby della Capitalén (44)
- FIFA 100
- Minden idők legeredményesebb Roma góllövője (307)
- 2006-os labdarúgó-világbajnokság: All-Star csapat
- UEFA EURO 2000: A torna csapata
- Serie A év labdarúgója: 2000, 2003
- Az év olasz labdarúgója: 2000, 2001, 2003, 2004, 2007
- A Serie A év fiatal labdarúgója: 1999
- Serie A legjobb góllövő: 2006-07
- Európai aranycipő: 2006–2007
- Az UEFA elnökének díja: 2017[22]

## Lásd még
- Egycsapatos labdarúgók listája